# Parque de Invierno
El parque de Invierno es un parque público situado en Oviedo, Principado de Asturias. Se localiza en una vaguada natural delimitada por la Autovía A-66 y la sierra del Aramo. El parque es mantenido y operado por el Ayuntamiento de Oviedo.
La superficie total del parque es de 171 368 m². Posee un extenso jardín en forma de laberinto conformado por 650 árboles de laurel. También se encuentra un parque de patinaje y una quintana asturiana.

## Actividades
En este parque se practica el senderismo ya que se encuentra entrelazado con la senda peatonal Fuso de la Reina, un importante paraje de la zona.